# Трифонос, Валанто
Вала́нто Три́фонос (греч. Βαλάντω Τρύφωνος, род. 6 марта 1988, Никосия, Республика Кипр) — греко-киприотская певица, ставшая известной после победы в первом сезоне талант-шоу Greek Idol в 2010 году.

## Жизнеописание
Валанто Трифонос родилась в Никосии в 1988 году и закончила там частную школу. В возрасте 5 лет начала учиться игре на фортепиано, выступала в хоре своей школы в качестве ведущего солиста. Была членом Европейского молодёжного парламента. Образование получила в Queen Mary Лондонского университета, где она изучала науку об окружающей среде, имеет степень бакалавра наук по экологии.
После завершения обучения в Queen Mary, в 2009 году она переехала в Афины, где посещала уроки вокала в Fame Studio. В 2006 году принимала участие в кипрском национальном финале на конкурс песни Евровидение 2006 с песней «After You». В 2010 году принимала участие в первом сезоне греческого талант-шоу Greek Idol и стала его победительницей. Для участия Валанто в финале шоу «Greek Idol» Димитрис Контопулос и Никос Мораитис написали песню «Sti Dipla Thesi». В июле 2010 года режиссёром Костасом Каретанидисом был снят клип на эту песню.
В марте 2011 года Валанто Трифонос была одной из шести кандидатов, которые соревновались в финале национального отбора за право представлять Грецию на Евровидении 2011 года с песней «The Time is Now», но она не победила. На Евровидение от Греции поехали Лукас Йоркас и Stereo Mike. Песня «The Time is Now» была выпущена как сингл в феврале 2011 года. С декабря 2010 года Валанто открывает концерты Янниса Париоса и Стаматиса Гонидиса в клубе Fever. В начале ноября 2011 года Валанто подтвердила, что она разорвала контракт с Sony Music Entertainment Greece из-за творческих разногласий. В октябре 2011 года Валанто Трифонос начала выступать вместе с Михалисом Хадзияннисом в его шоу в Греции, на Кипре, во время гастролей по Европе и Северной Америке. В 2012 году Хадзияннис записал Валанто на свой лейбл M2 в сотрудничестве с Universal Music Greece. В июле 2012 года она выпустила свой первый сингл на лейбле M2/Universal Music Greece «Na Mou Exigisis» (музыка Михалиса Хадзиянниса, текст Элеаны Врахали). Зимой 2012—2013 гг. принимает участие в спектакле «Хороший, плохой, злой» на сцене «Ακτή Πειραιως», наряду с известными артистами: Яннисом Зуганелисом, Сакисом Буласом и Михалисом Хадзияннисом.
Хобби: путешествия, фотография и футбол. Кумиры: Анна Висси и Кристина Агилера.